# Championnat de Birmanie de football 2009
Navigation
Saison suivante
Le Championnat de Birmanie de football 2009 est la toute première édition de la Myanmar National League. Huit clubs, pour la plupart créés quelques semaines avant le début de la compétition, sont regroupés au sein d'une poule unique où ils s'affrontent une seule fois. Les deux premiers du classement se qualifient pour la finale nationale.
C'est le club de Yadanarbon FC qui est sacré cette saison après avoir battu Yangon United en finale, à l'issue de la séance des tirs au but. C'est le tout premier titre de champion de Birmanie de l'histoire du club.

## Qualifications continentales
Le champion de Birmanie se qualifie pour la Coupe du président de l'AFC 2010.

## Les clubs participants
| - Yadanarbon FC - Yangon United - Magwe FC - Kanbawza FC | - Zayar Shwe Myay FC - Okktha United FC - Delta United FC - Southern Myanmar United |

## Compétition
Le barème utilisé pour établir le classement est le suivant :
- Victoire : 3 points
- Match nul : 1 point
- Défaite : 0 point

### Classement
| Rang | Équipe                  | Pts | J | G | N | P | Bp | Bc | Diff |
| ---- | ----------------------- | --- | - | - | - | - | -- | -- | ---- |
| 1    | Yadanarbon FC           | 17  | 7 | 5 | 2 | 0 | 10 | 3  | +7   |
| 2    | Yangon United           | 16  | 7 | 5 | 1 | 1 | 13 | 6  | +7   |
| 3    | Magwe FC                | 13  | 7 | 4 | 1 | 2 | 9  | 5  | +4   |
| 4    | Kanbawza FC             | 12  | 7 | 4 | 0 | 3 | 9  | 5  | +4   |
| 5    | Zayar Shwe Myay FC      | 8   | 7 | 2 | 2 | 3 | 8  | 10 | -2   |
| 6    | Okktha United FC        | 5   | 7 | 1 | 2 | 4 | 4  | 10 | -6   |
| 7    | Southern Myanmar United | 4   | 7 | 1 | 1 | 5 | 5  | 11 | -6   |
| 8    | Delta United FC         | 4   | 7 | 1 | 1 | 5 | 4  | 12 | -8   |

|  | Qualification pour la finale nationale |

### Finale nationale
| 5 juillet 2009 | Yadanarbon FC                   | 2 - 2 | Yangon United                  | Stade Thuwunna, Rangoun |                      |
| 16:00          | Yan Paing 16e · Tun Tun Win 82e |       | Myo Min Tun 41e · Kyi Linn 56e | Spectateurs : 40 000    | Spectateurs : 40 000 |
| 16:00          | Tirs au but 4-1                 |       |                                | Spectateurs : 40 000    | Spectateurs : 40 000 |

## Bilan de la saison
| Championnat de Birmanie de football 2009 |                           |
| Champion                                 | Yadanarbon FC (1er titre) |
| Qualifications continentales             |                           |
| Coupe du président de l'AFC 2010         | Yadanarbon FC             |
| Promotions et relégations                |                           |
| Promus en Myanmar National League        | Aucun                     |
| Relégués en MNL-2                        | Aucun                     |